# Katarzyna Królak
Katarzyna Królak z domu Krawczyk (ur. 1 marca 1971 w Iławie) – polska polityczka, przedsiębiorca i działaczka samorządowa, posłanka na Sejm X kadencji.

## Życiorys
Z wykształcenia prawniczka. W 2008 ukończyła studia magisterskie na Wydziale Prawa i Administracji Uniwersytetu Warmińsko-Mazurskiego w Olsztynie. Została też absolwentką studiów podyplomowych w Wyższej Szkole Nauk Pedagogicznych w Warszawie: z pedagogiki (2019), socjoterapii, terapii dla rodzin oraz zarządzania oświatą w jednostkach samorządu terytorialnego (2020). Zajęła się prowadzeniem własnej działalności gospodarczej w zakresie realizacji szkoleń i animacji społecznych. Zakładała Spółdzielnię Socjalną „Cynamonek” w Morągu, a także została dyrektorką Miłakowskiego Domu Kultury.
W 2010 startowała w wyborach do rady Miłomłyna z ramienia KWW Beaty Mazur, nie uzyskując mandatu. Wstąpiła później do partii Nowoczesna. Z listy Koalicji Obywatelskiej bez powodzenia kandydowała w 2018 do Sejmiku Województwa Warmińsko-Mazurskiego, a w 2019 do Sejmu. W 2023 ponownie bezskutecznie ubiegała się o mandat poselski, uzyskując w okręgu elbląskim 5979 głosów. W październiku 2023 objęła wakujący mandat radnej sejmiku VI kadencji. Utrzymała go na kolejną kadencję w wyborach w 2024.
26 czerwca 2024 objęła mandat posła X kadencji zwolniony przez Jacka Protasa; w rezultacie wygasł jej mandat radnej sejmiku. W Sejmie zasiadła w Komisji Mniejszości Narodowych i Etnicznych, Komisji Rolnictwa i Rozwoju Wsi, Komisji Polityki Społecznej i Rodziny oraz Komisji Spraw Zagranicznych. Przeszła wkrótce z Nowoczesnej do Platformy Obywatelskiej.

## Wyniki wyborcze
| Wybory | Komitet wyborczy                                      | Komitet wyborczy     | Organ                                                | Okręg        | Wynik       |
| ------ | ----------------------------------------------------- | -------------------- | ---------------------------------------------------- | ------------ | ----------- |
| 2010   |                                                       | KWW Beaty Mazur      | Rada Miejska w Miłomłynie                            | nr 5         | 85 (16,5%)  |
| 2018   |                                                       | Koalicja Obywatelska | Sejmik Województwa Warmińsko-Mazurskiego VI kadencji | nr 2         | 2547 (2,2%) |
| 2019   | Sejm IX kadencji                                      | Koalicja Obywatelska | nr 34                                                | 3298 (1,31%) |             |
| 2023   | Sejm X kadencji                                       | Koalicja Obywatelska | nr 34                                                | 5979 (2,00%) |             |
| 2024   | Sejmik Województwa Warmińsko-Mazurskiego VII kadencji | Koalicja Obywatelska | nr 2                                                 | 6964 (6,3%)  |             |